# Sutești (gmina)
Sutești – gmina w Rumunii, w okręgu Vâlcea. Obejmuje miejscowości Boroșești, Măzili, Sutești i Verdea. W 2011 roku liczyła 2031 mieszkańców.